# KK Zagreb
KK Zagreb je bivši hrvatski košarkaški klub iz Zagreba sa sjedištem u Trnskom. Nastupali su u A-1 ligi, NLB ligi, ULEB Euroligi i EuroChallengeu. Bio je jedan od najvećih hrvatskih košarkaških klubova pored Cibone, Zadra i Splita.

## Povijest
KK Zagreb je osnovan 1. rujna 1970. godine kao KK Siget. Od 1976. klub nastupa pod imenom OKK Novi Zagreb. Nadimak mravi dobivaju od asocijacije na marljivost i radišnost koja su 1989. bila zaštitni znaci kluba. Druga je teorija da naziv dolazi od asocijacije s novozagrebačkim neboderima i zgradama u kojima ima puno mrava. Početkom 1991. klub mijenja ime u KK Zagreb. Njihovi najbolji rezultati u Hrvatskoj ligi su osvojeno prvenstvo 2011. te 3. mjesta 1993., 1994., 1998., 2002., 2004., 2005. i 2007. U Hrvatskom kupu najveći uspjesi su im finala 1998., 2006., 2007., 2009., 2012. i 2014. dok su 2008., 2010. i 2011. bili pobjednici kupa.
Zanimljivost je da je u sezoni kad je prvi put postao prvakom promijenio tri trenera, iako je klub ostvarivao izvrsne rezultate (Denis Bajramović, Mladen Erjavec i Ivica Burić).
Nakon financijskih problema i gašenja kluba 2018., na tradiciji originalnog kluba osnovan je MKK Novi Zagreb. Godine 2019. osnovan je i KK Zagreb, koji osim starog imena nema druge poveznice.[nedostaje izvor]

### Naziv kluba
- Siget (1970. – 1976)
- Novi Zagreb (1976.)
- OKK Novi Zagreb (1976. – 1991.)
- OVECO Novi Zagreb (1991. – 1992.)
- Zagreb (1992. – 2007.)
- Zagreb Croatia Osiguranje (2007. – 2018.)

## Politika kluba
Politika kluba temeljila se na mlađim kategorijama. Mnogi igrači ponikli su u redovima Zagreba, poput Marka Tomasa, Maria Stojića, Damira Miljkovića, Daria Šarića i Maria Hezonje.

## Trofeji
- Prvenstvo Hrvatske
  - prvaci: 2010./11.
- Kup Krešimira Ćosića
  - pobjednici: 2008., 2010., 2011.
  - finalist:1998., 2006., 2007., 2009., 2012., 2014.

## Međunarodna natjecanja
Najveći uspjesi Zagreba u međunarodnim natjecanjima su četvrtzavršnica EuroChallengea 2007./08. i 2009./10., kao i četvrtzavršnica Kupa Radivoja Koraća 1992./93. U Jadranskoj ligi Zagreb je nastupao neprekidno između sezona 2002./03. i 2011./12., a najveći uspjeh je peto mjesto u sezoni 2010./11.

## Poznati treneri
| - Jasmin Repeša - Boško Pepsi Božić - Dražen Anzulović - Luka Milanović - Tomislav Mijatović | - Danijel Jusup - Mladen Erjavec - Ivica Burić |

## Poznati igrači
| - Gordan Zadravec - Ante Tomić - Jakov Vladović - Krunoslav Simon - Marko Tomas - Luka Žorić | - Josip Sesar - Mario Stojić - Damir Miljković - Dario Šarić - Ivan Tomas - Mario Hezonja | - Joško Garma - Petar Babić - Goran Sobin - Željko Poljak |

## Vanjske poveznice
- Službena stranica

| KK Zagreb                                                                               | KK Zagreb |
| --------------------------------------------------------------------------------------- | --------- |
|                                                                                         |           |
| klub • u međunarodnim natjecanjima • igrači (popis / kategorija) • dvorana • kategorija |           |

| KK Zagreb                                                                               | KK Zagreb |
| --------------------------------------------------------------------------------------- | --------- |
|                                                                                         |           |
| klub • u međunarodnim natjecanjima • igrači (popis / kategorija) • dvorana • kategorija |           |

| KK Zagreb | KK Zagreb |
| --- | --------- |
| |           |
| 4 Tomić \| 5 Mašić \| 7 Simon \| 8 Prkačin \| 9 Babić \| 11 Garma \| 12 Dijan \| 13 Pešut \| 16 Bašljan \| 17 Barać \| 19 Štimac \| 21 Žorić \| 33 Rikić \| 44 Mulaomerović \| 50 Krstić Trener: Bajramović |           |

| KK Zagreb | KK Zagreb |
| --- | --------- |
| |           |
| 4 Tomić \| 5 Mašić \| 7 Simon \| 8 Prkačin \| 9 Babić \| 11 Garma \| 12 Dijan \| 13 Pešut \| 16 Bašljan \| 17 Barać \| 19 Štimac \| 21 Žorić \| 33 Rikić \| 44 Mulaomerović \| 50 Krstić Trener: Bajramović |           |

| ABA liga                                                                                    | ABA liga |
| ------------------------------------------------------------------------------------------- | --- |
|                                                                                             | |
| Nazivi: Goodyear liga (2001. – 2006.) · NLB liga (2006. – 2011.) · ABA liga (2011. – danas) | |
|                                                                                             | |
| Sudionici 2024./25.                                                                         | Igokea (Laktaši / Aleksandrovac) · Mornar (Bar) · Budućnost (Podgorica) · Studentski centar (Podgorica) · Split · Zadar · Cibona (Zagreb) · Cedevita Olimpija (Ljubljana) · Krka (Novo Mesto) · Crvena zvezda (Beograd) · FMP (Beograd) · Partizan (Beograd) · Mega (Beograd / Srijemska Mitrovica) · Borac (Čačak) · Spartak (Subotica) · Dubai |
|                                                                                             | |
| Bivši sudionici (2001. – 2024.)                                                             | Borac (Banja Luka) · Bosna (Sarajevo) · Široki (Široki Brijeg) · Sloboda (Tuzla) · Levski (Sofija) · Lovćen (Cetinje) · Sutjeska (Nikšić) · ČEZ (Nymburk) · Kvarner (Rijeka) · Šibenik · Cedevita (Zagreb) · Zagreb · Maccabi (Tel Aviv) · Szolnoki Olaj · Karpoš Sokoli (Skoplje) · MZT (Skoplje) · Helios (Domžale) · Laško · Olimpija (Ljubljana) · Slovan (Ljubljana) · Šentjur · Koper Primorska (Kopar) · FMP Železnik (Beograd) · Radnički (Kragujevac) · Vojvodina Srbijagas (Novi Sad) · Metalac (Valjevo) · Vršac |
|                                                                                             | |
| Sezone:                                                                                     | 2001./02. · 2002./03. · 2003./04. · 2004./05. · 2005./06. · 2006./07. · 2007./08. · 2008./09. · 2009./10. · 2010./11. · 2011./12. · 2012./13. · 2013./14. · 2014./15. · 2015./16. · 2016./17. · 2017./18. · 2018./19. · 2019./20. · 2020./21. · 2021./22. · 2022./23. · 2023./24. · 2024./25. · |
|                                                                                             | |
| Prvaci:                                                                                     | Partizan (7) · Crvena zvezda (7) · FMP Železnik (2) · Olimpija (1) · Zadar (1) · Vršac (1) · Maccabi (1) · Cibona (1) · Budućnost (1) |
|                                                                                             | |
| Doprvaci:                                                                                   | Cedevita (4) · Partizan (4) · Cibona (3) · Crvena zvezda (3) · Budućnost (2) Krka (1) · Maccabi (1) · FMP Železnik (1) · Vršac (1) · Olimpija (1) · Mega (1) · |
|                                                                                             | |
| Prvaci regularne sezone:                                                                    | Crvena zvezda (6) · Partizan (4) · Cibona (2) · Olimpija (1) · Vršac (1) · FMP Železnik (1) · Maccabi (1) · Igokea (1) · Budućnost (1) |
|                                                                                             | |
| ostala natjecanja                                                                           | Druga ABA liga · Superkup ABA lige |

| ABA liga                                                                                    | ABA liga |
| ------------------------------------------------------------------------------------------- | --- |
|                                                                                             | |
| Nazivi: Goodyear liga (2001. – 2006.) · NLB liga (2006. – 2011.) · ABA liga (2011. – danas) | |
|                                                                                             | |
| Sudionici 2024./25.                                                                         | Igokea (Laktaši / Aleksandrovac) · Mornar (Bar) · Budućnost (Podgorica) · Studentski centar (Podgorica) · Split · Zadar · Cibona (Zagreb) · Cedevita Olimpija (Ljubljana) · Krka (Novo Mesto) · Crvena zvezda (Beograd) · FMP (Beograd) · Partizan (Beograd) · Mega (Beograd / Srijemska Mitrovica) · Borac (Čačak) · Spartak (Subotica) · Dubai |
|                                                                                             | |
| Bivši sudionici (2001. – 2024.)                                                             | Borac (Banja Luka) · Bosna (Sarajevo) · Široki (Široki Brijeg) · Sloboda (Tuzla) · Levski (Sofija) · Lovćen (Cetinje) · Sutjeska (Nikšić) · ČEZ (Nymburk) · Kvarner (Rijeka) · Šibenik · Cedevita (Zagreb) · Zagreb · Maccabi (Tel Aviv) · Szolnoki Olaj · Karpoš Sokoli (Skoplje) · MZT (Skoplje) · Helios (Domžale) · Laško · Olimpija (Ljubljana) · Slovan (Ljubljana) · Šentjur · Koper Primorska (Kopar) · FMP Železnik (Beograd) · Radnički (Kragujevac) · Vojvodina Srbijagas (Novi Sad) · Metalac (Valjevo) · Vršac |
|                                                                                             | |
| Sezone:                                                                                     | 2001./02. · 2002./03. · 2003./04. · 2004./05. · 2005./06. · 2006./07. · 2007./08. · 2008./09. · 2009./10. · 2010./11. · 2011./12. · 2012./13. · 2013./14. · 2014./15. · 2015./16. · 2016./17. · 2017./18. · 2018./19. · 2019./20. · 2020./21. · 2021./22. · 2022./23. · 2023./24. · 2024./25. · |
|                                                                                             | |
| Prvaci:                                                                                     | Partizan (7) · Crvena zvezda (7) · FMP Železnik (2) · Olimpija (1) · Zadar (1) · Vršac (1) · Maccabi (1) · Cibona (1) · Budućnost (1) |
|                                                                                             | |
| Doprvaci:                                                                                   | Cedevita (4) · Partizan (4) · Cibona (3) · Crvena zvezda (3) · Budućnost (2) Krka (1) · Maccabi (1) · FMP Železnik (1) · Vršac (1) · Olimpija (1) · Mega (1) · |
|                                                                                             | |
| Prvaci regularne sezone:                                                                    | Crvena zvezda (6) · Partizan (4) · Cibona (2) · Olimpija (1) · Vršac (1) · FMP Železnik (1) · Maccabi (1) · Igokea (1) · Budućnost (1) |
|                                                                                             | |
| ostala natjecanja                                                                           | Druga ABA liga · Superkup ABA lige |